# タトラKT4 (エアフルト市電)
この項目では、チェコスロバキア（現：チェコ）の鉄道車両メーカーであったČKDタトラが開発・生産した連接式路面電車車両のタトラKT4（タトラKT4D）のうち、東ドイツ（現：ドイツ）のエアフルト市電に導入された車両について解説する。1976年に導入されたこれらの車両は2014年まで営業運転に用いられた。

## 概要
タトラKT4は、ČKDタトラが開発した片運転台の2車体連接車（kurzgelenkwagen）で、主電動機を搭載したボギー台車が設置されている車体がヒンジで繋がれる構造を組んでいた。これにより、東ドイツ各地の路面電車に多数存在した急曲線でも安定した走行が可能となっていた。また、車体はそれまでČKDタトラが生産していた曲線を多用した路面電車車両のデザインから改められ角ばった形状になった他、窓の拡大による展望性の向上が図られた。開発後は当時の東側諸国各国に導入され、そのうち東ドイツに導入された車両はKT4Dという形式名で細分化が行われていた。

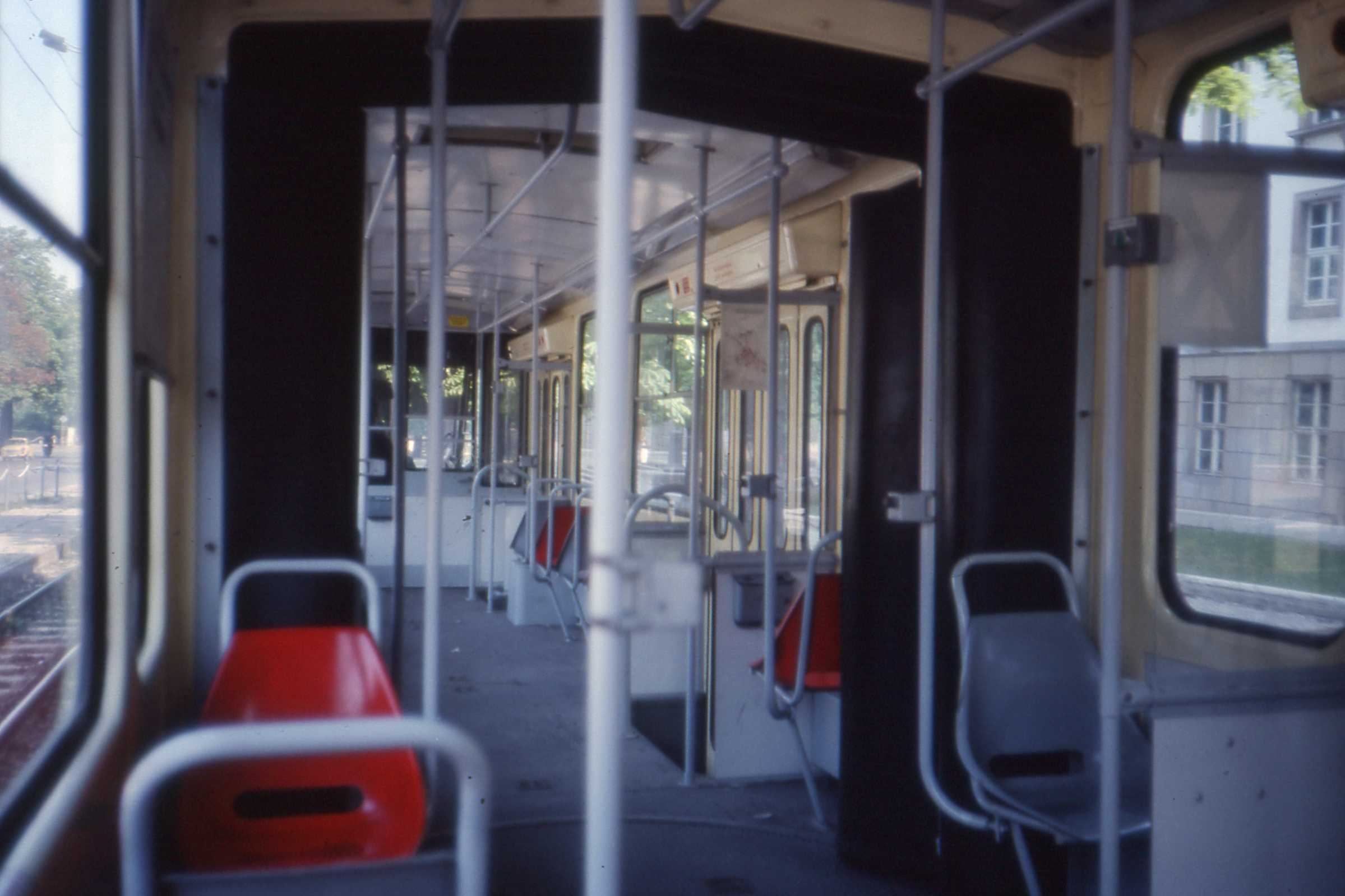
車内（1989年撮影）

エアフルト市電への導入は1976年から始まり、同年5月1日から営業運転を開始した。従来の車両と比べ収容力が増大したKT4Dは高い評価を受け、以降1990年までに156両が導入された。そのうち1990年の最終増備車両は塗装の変更が行われた。これにより、1987年までに旧型の2軸車の置き換えが完了した一方、20両の最終増備車のうち7両は余剰となり、エアフルト市電で使用されないままコトブス市電（コトブス）へ譲渡された。営業運転時は1両での単独運転や2両編成に加え、1981年以降は3両編成による総括制御運転も実施された。また、2両については工事などでループ線が使用できない場合に備えて後方にも運転台が設置され、他車と連結する事で両運転台の編成が組めるようになっていた。

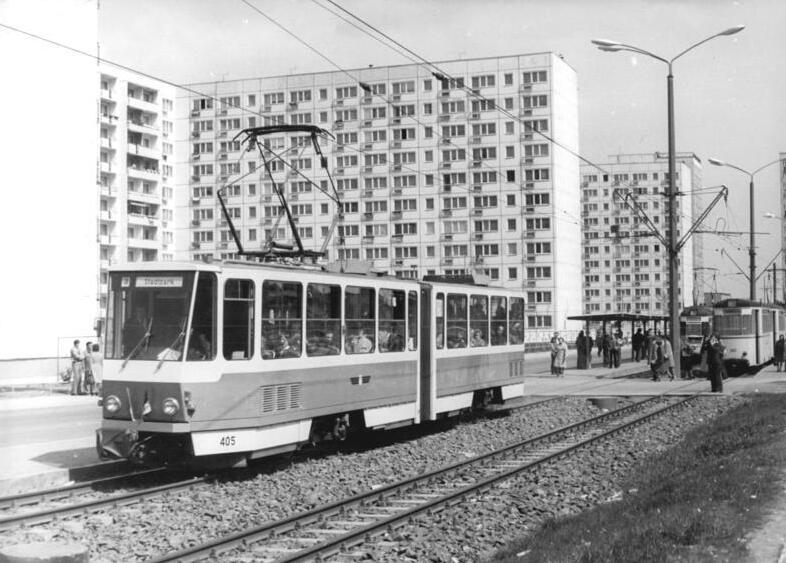
試運転中のKT4D（1976年撮影）
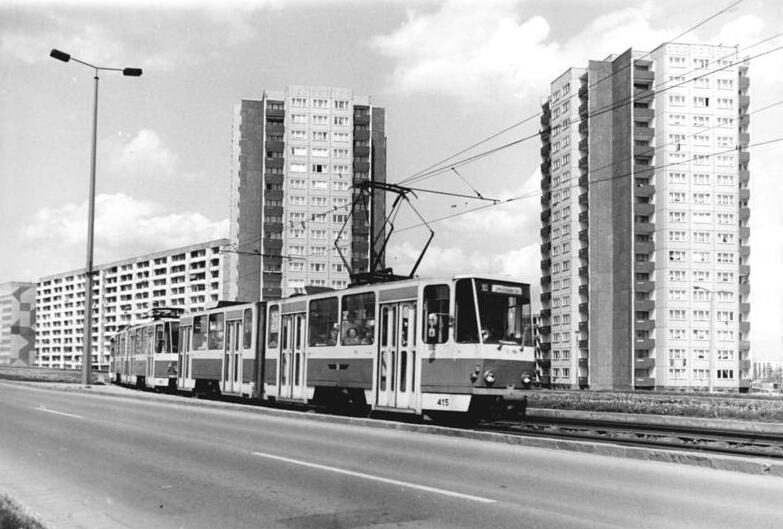
連結運転を実施するKT4D（1983年撮影）
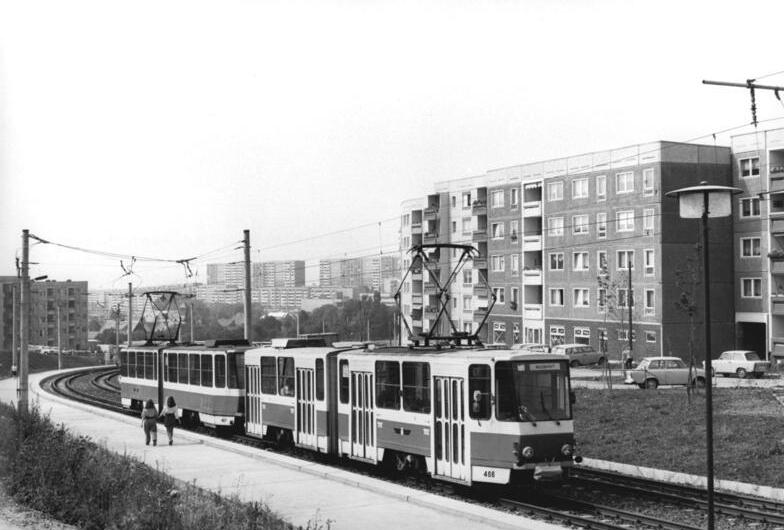
ループ線が使用できない系統で運行された両運転台編成（1989年撮影）
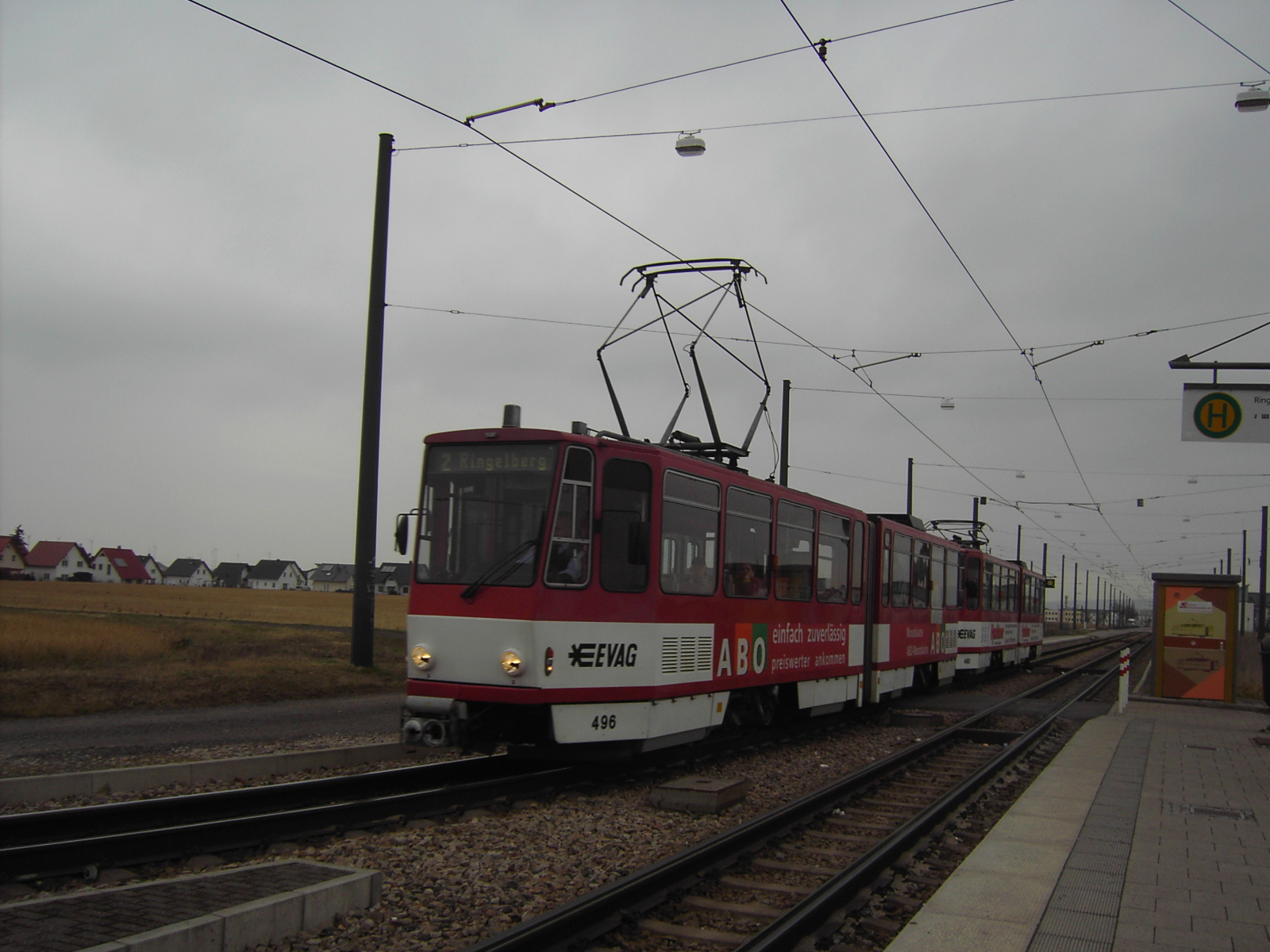
1990年製車両からは塗装が変更された（2007年撮影）

ドイツ再統一後、KT4Dのうち63両は乗降扉や行先表示装置の交換、座席の人間工学的見直しによる更新などの近代化工事が1992年から1998年にかけて施工されたが、1994年以降超低床電車の導入が始まると廃車が行われるようになり、特に2000年以降コンビーノが導入されて以降は本格的な運用の縮小が相次いだ。2005年以降は朝夕の学生輸送以外は予備車としての運用が中心となっていたが、電力損失を防ぐため架線の電圧を600 Vから750 Vに昇圧した事を受け、2014年10月をもって定期運転を退いた。ただしそれ以降も一部車両は電機子チョッパ制御装置の搭載を含めた昇圧改造を受けエアフルト市電に在籍しており、そのうち3両は臨時列車や観光列車用である一方、2両は事業用として使われている。

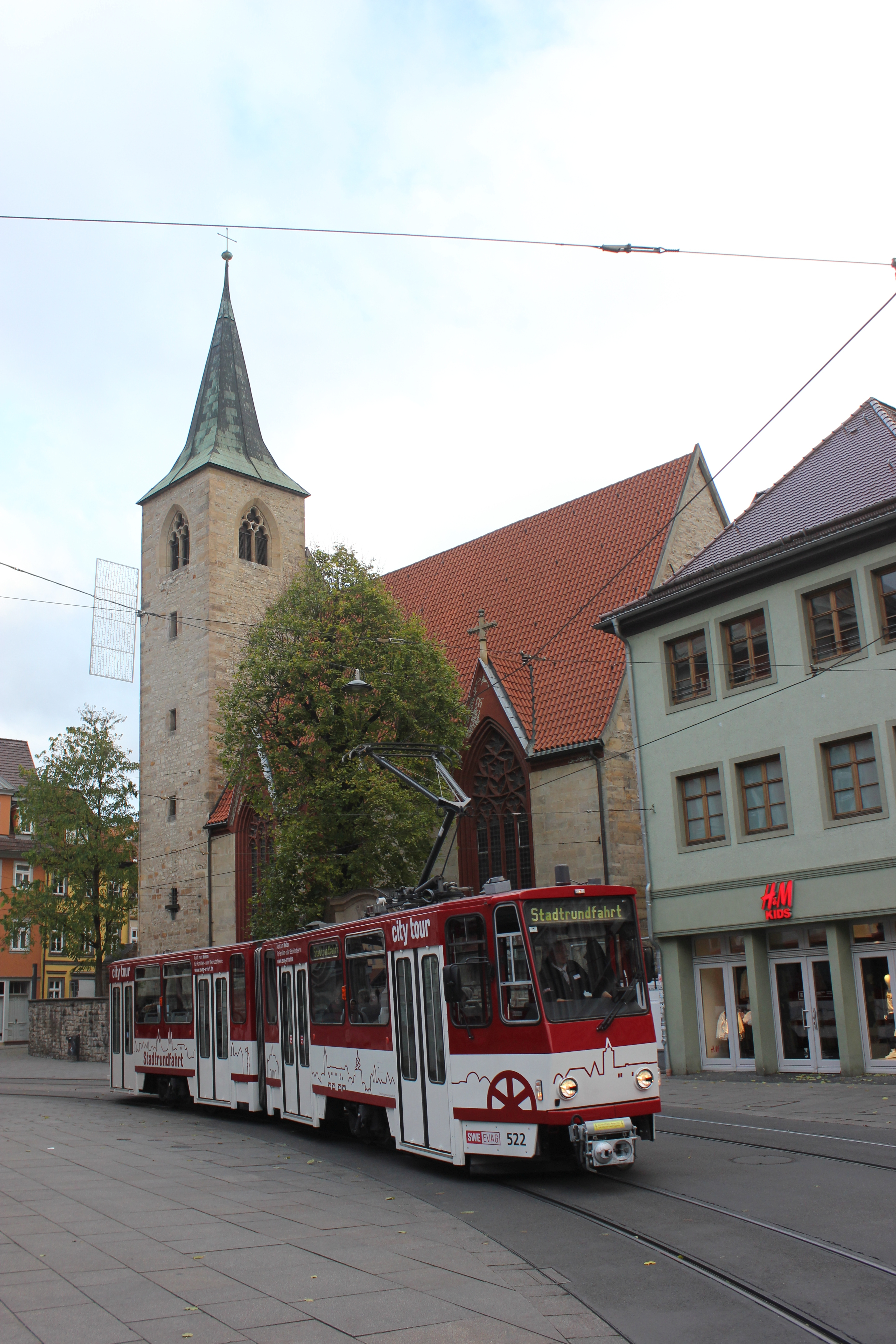
昇圧工事を受け観光列車に用いられるKT4D（522）（2017年撮影）

## 譲渡
前述したコトブス市電への譲渡車両を含め、エアフルト市電に導入されたタトラKT4Dの一部はドイツ国内外の各都市へ譲渡されている。また、両運転台に改造された1両については2013年にイェーナ市電（ドイツ：イェーナ）へ譲渡され、事業用車両に改造された上で使用されている。
- コトブス市電（ドイツ：コトブス）
- ゲルリッツ市電（ドイツ：ゲルリッツ）[14]
- ゴータ市電（ドイツ：ゴータ）[15]
- タリン市電（エストニア：タリン）
- リエパーヤ市電（ラトビア：リエパーヤ）[16]
- ピャチゴルスク市電（ロシア連邦：ピャチゴルスク）[17]
- リヴィウ市電（ウクライナ：リヴィウ）[18]

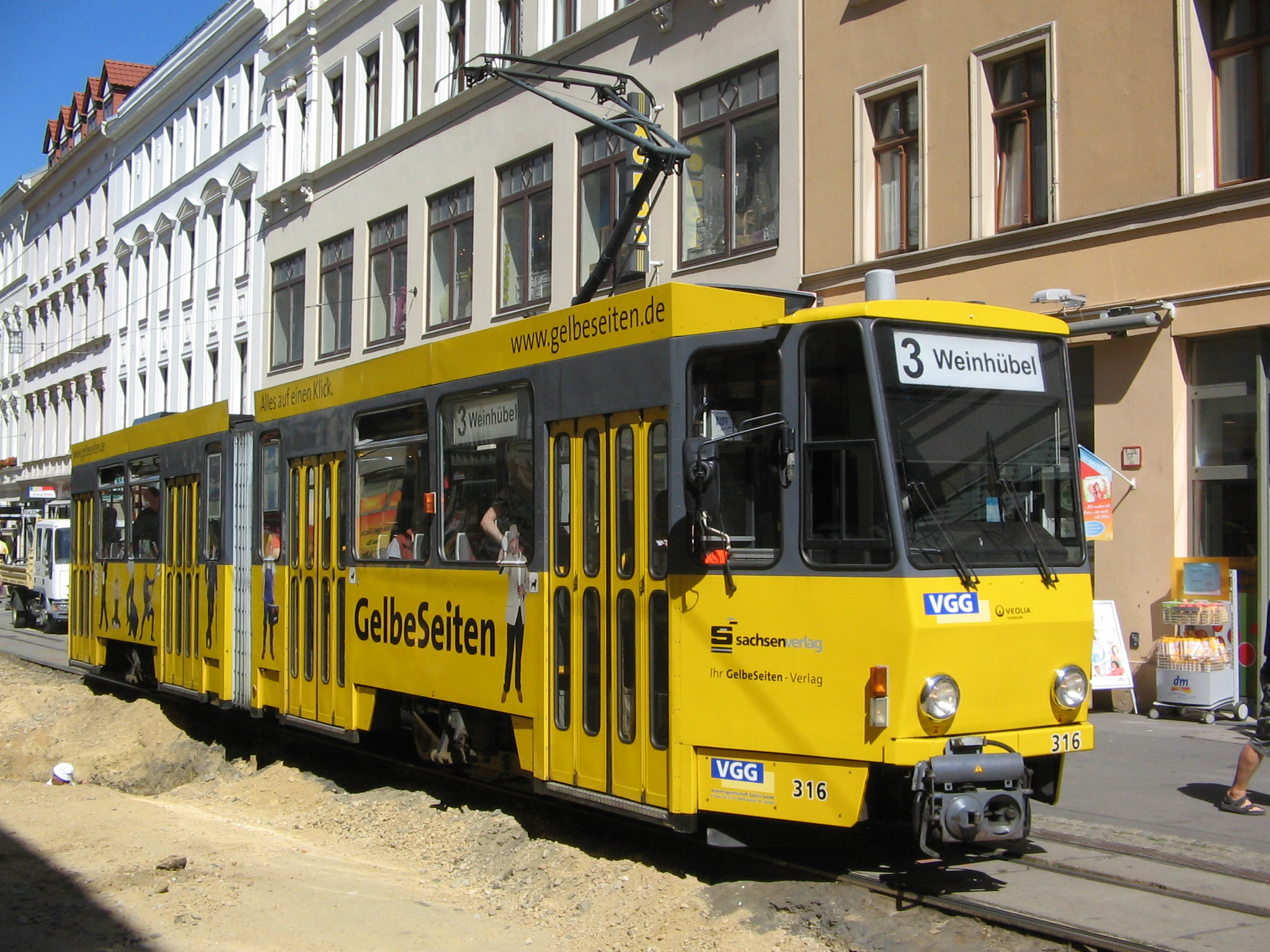
ドイツ：ゲルリッツ
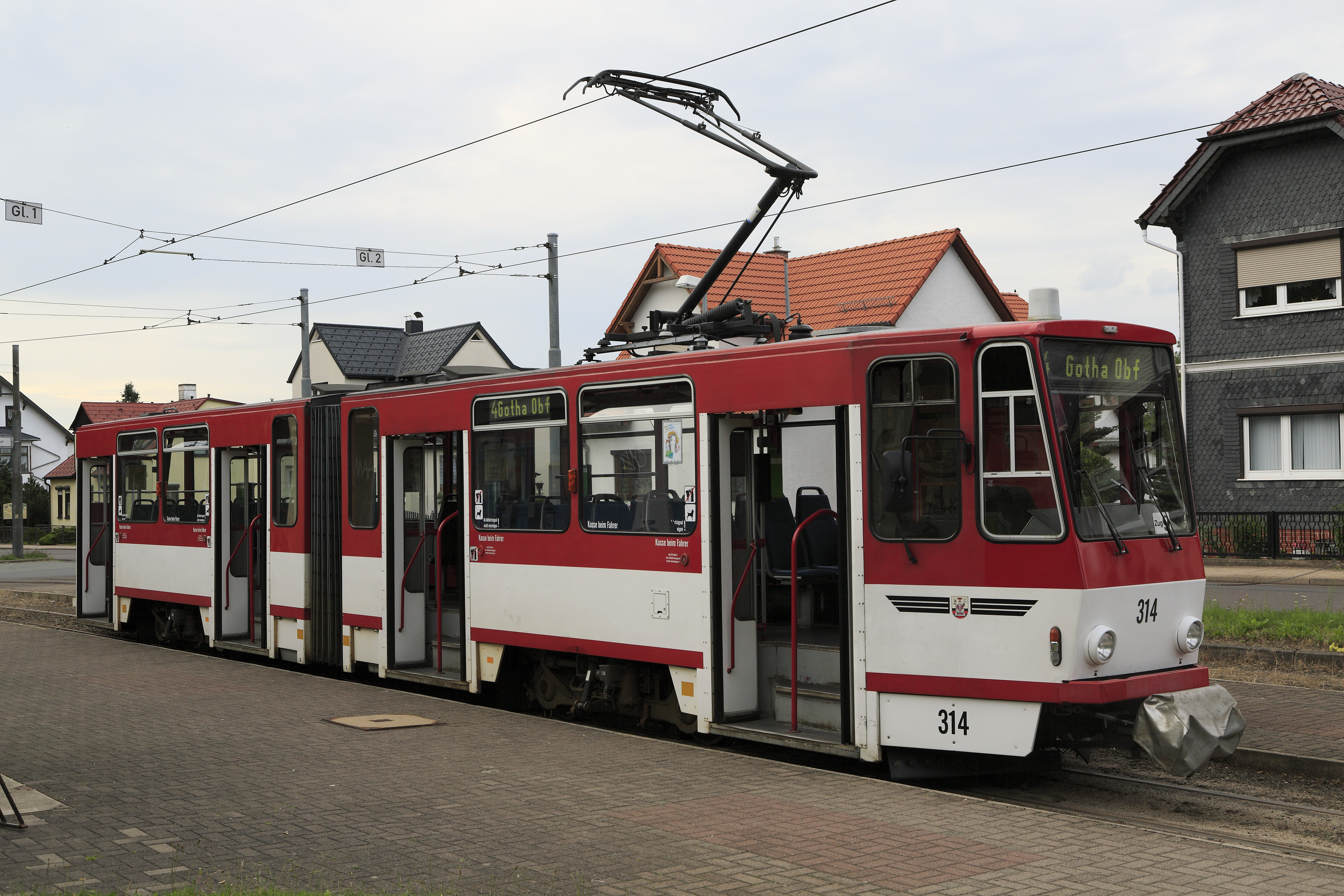
ドイツ：ゴータ（2017年撮影）
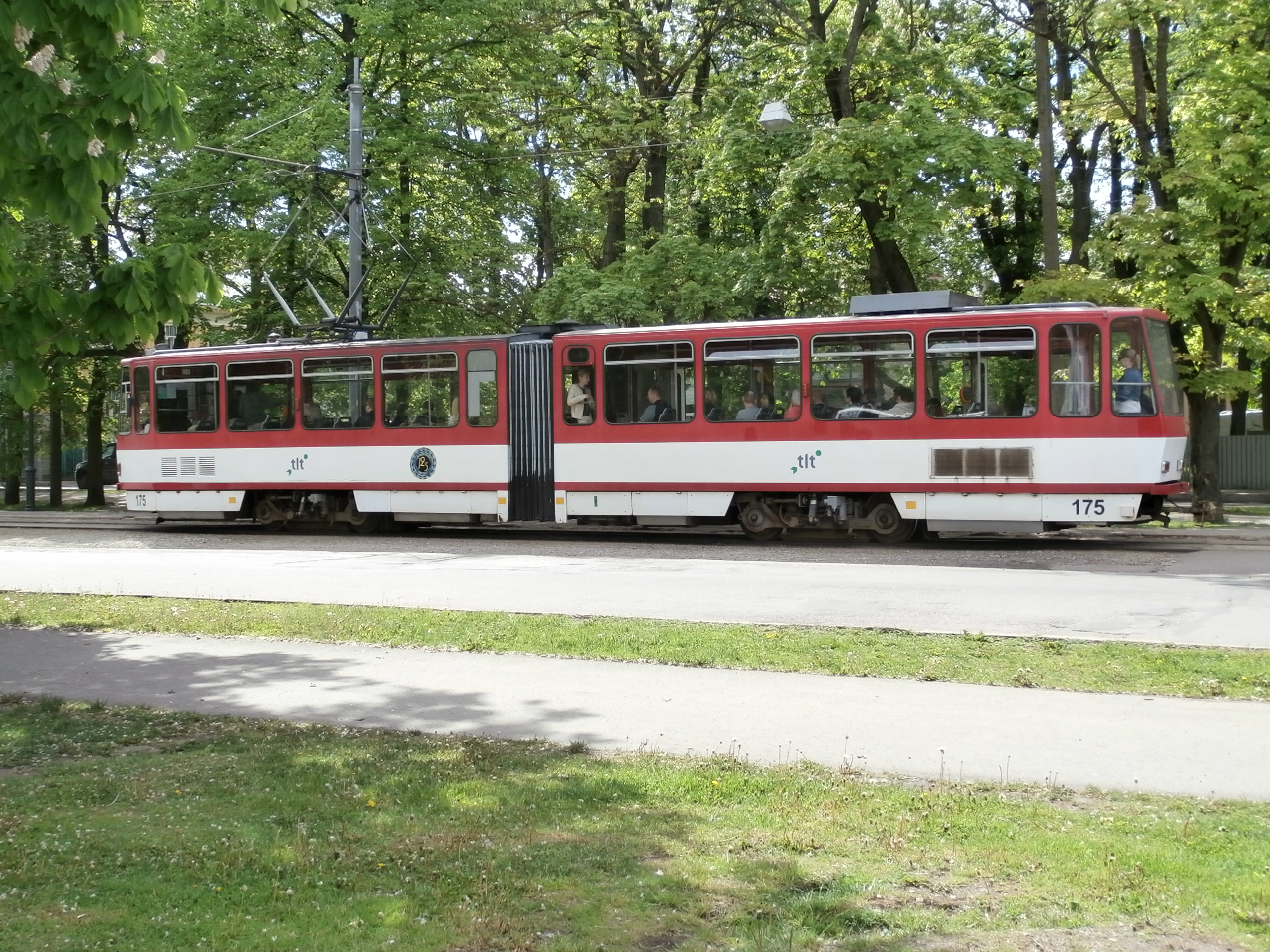
エストニア：タリン（2015年撮影）
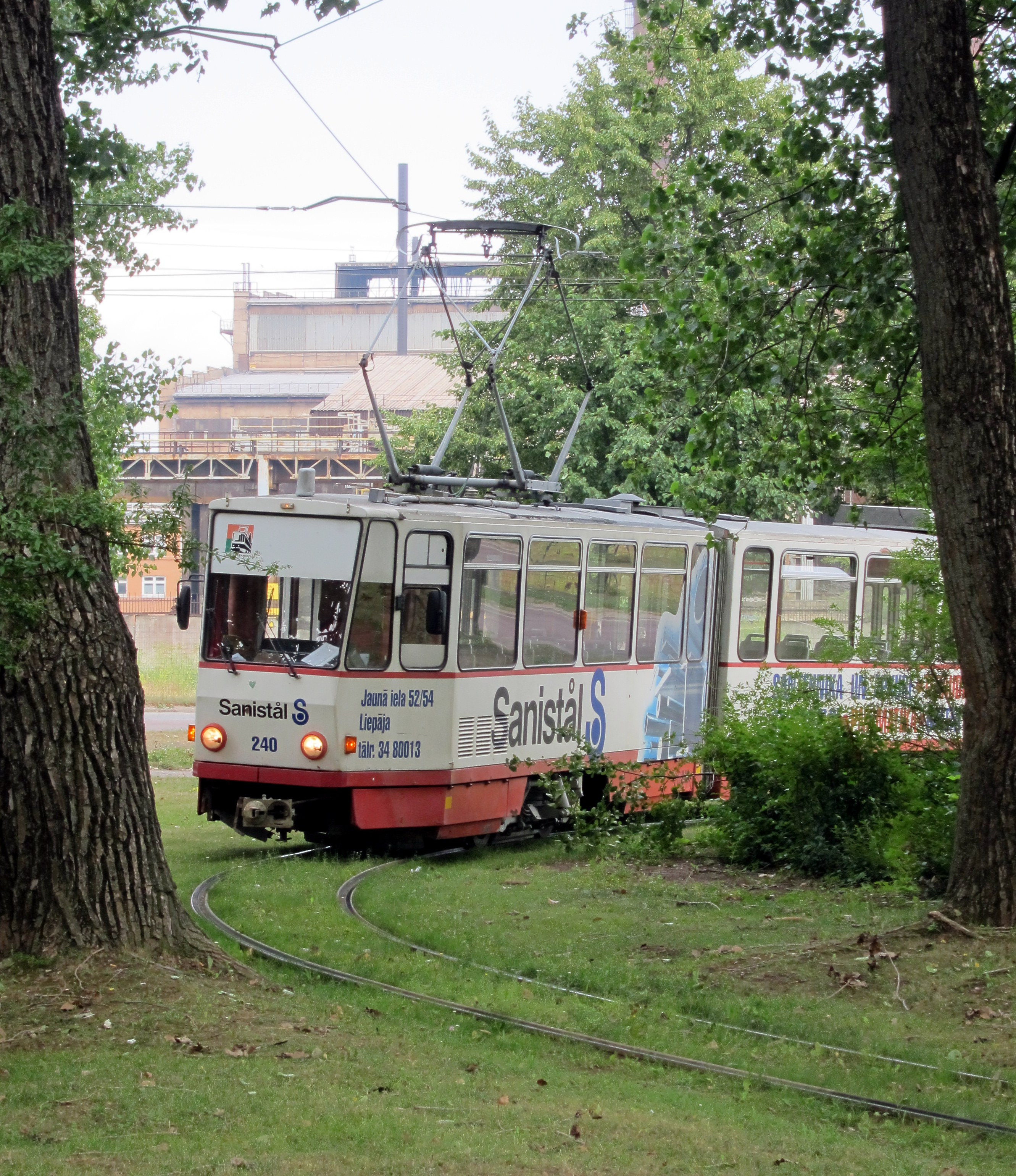
ラトビア：リエパーヤ（2013年撮影）
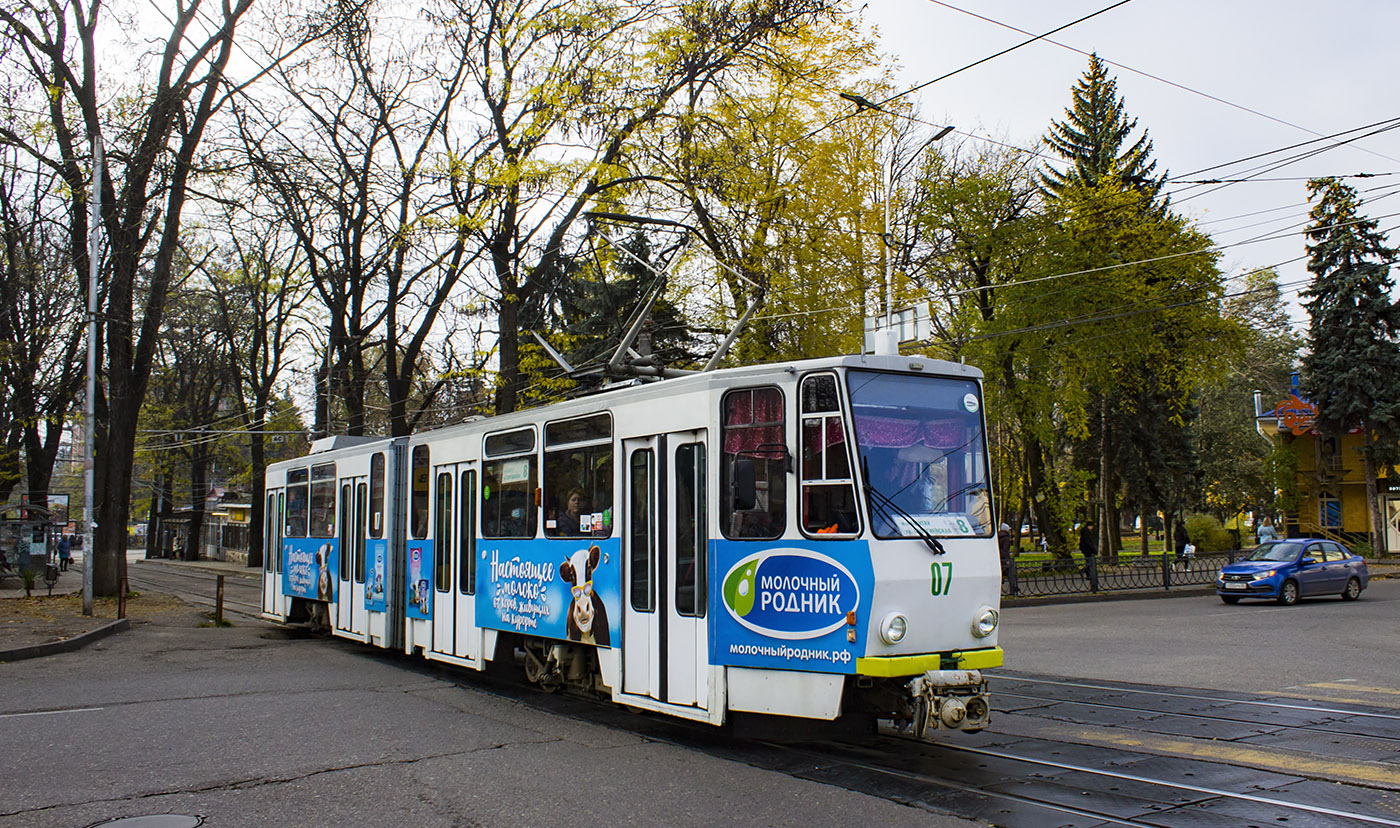
ロシア連邦：ピャチゴルスク（2022年撮影）
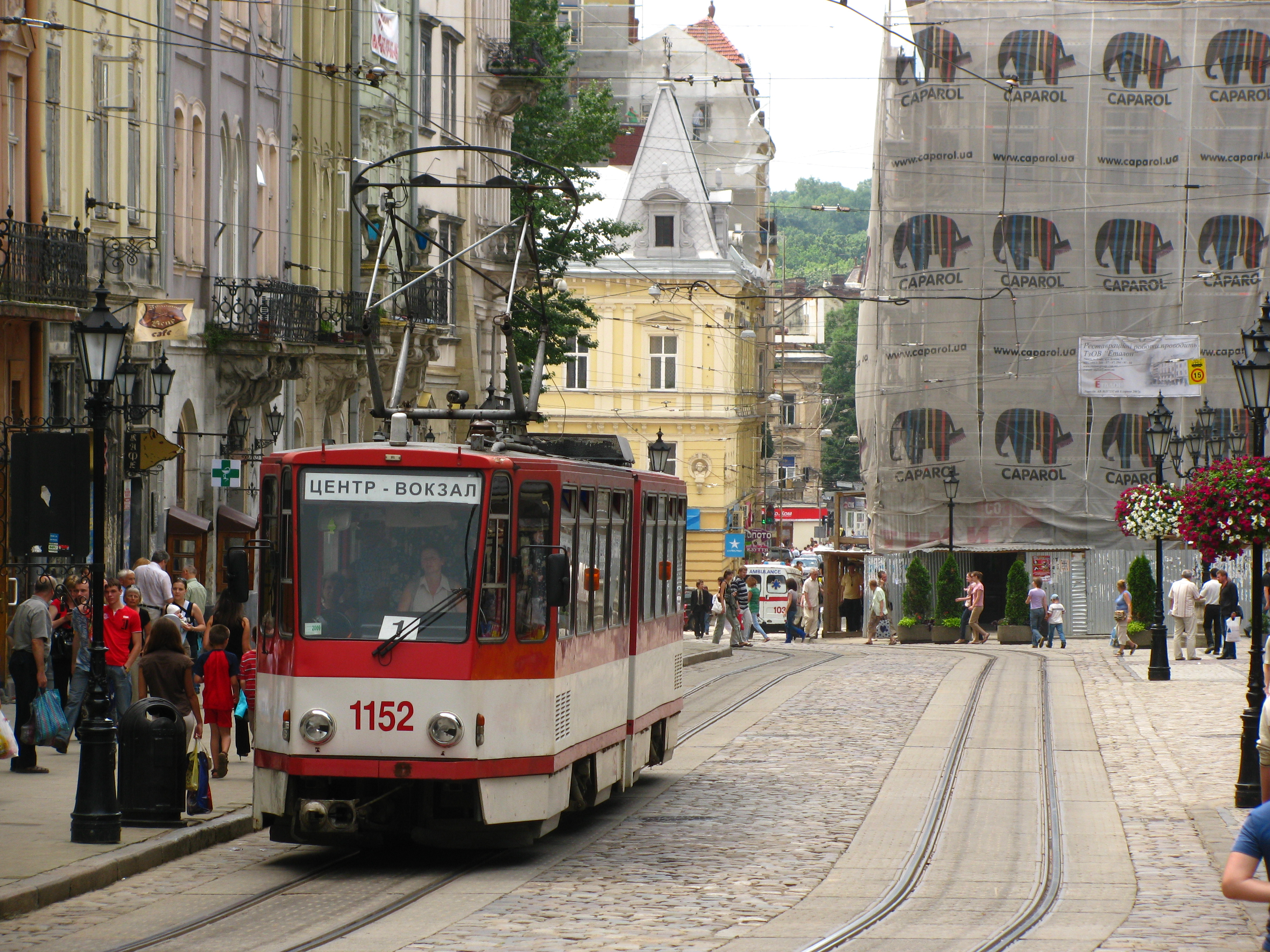
ウクライナ：リヴィウ（2010年撮影）
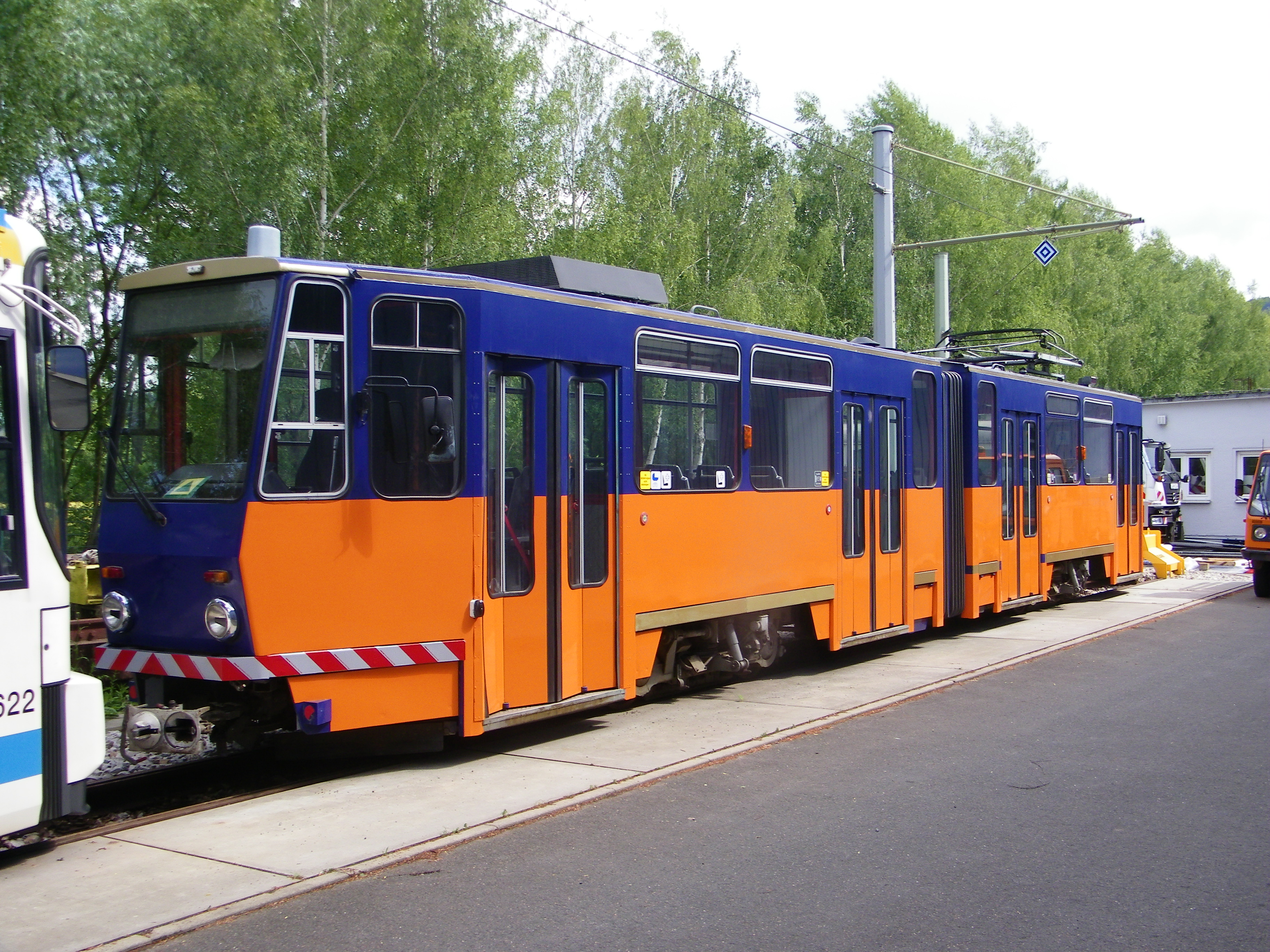
ドイツ：イェーナ（事業用車両）